# Rhinochimaera africana
Rhinochimaera africana (лат.) — вид хрящевых рыб. Родовое название Rhinochimaera означает «химера с носом» от rhinos (греч.), что является отсылкой к удлинённому роструму этих химер. Видовое название africana как по причине распространения в южной части Африки, так и по научно-исследовательскому судну Института морского рыболовства «Africana», с которого был получен голотип.
Максимальная длина тела 81,8 см. Широко, но неравномерно распространена; юго-восточная Атлантика (южная Африка и Намибия), Индийский океан (южная Африка и Мозамбикский пролив, а также западная Австралия), северо-западная часть Тихого океана (Япония и Тайвань) и юго-восточная часть Тихого океана (от Коста-Рики до Перу). Глубоководные батидемерсальные рыбы. Встречается на глубине от 549 до 1450 метров. Питается донными ракообразными. Яйцекладущее животное. Яйца заключены в роговые оболочки. Безвредны для человека, считаются видом вне опасности, не являются объектом промысла.